# Alicia Maguiña
Alicia Maguiña, nata Alicia Rosa Maguiña Málaga, (Lima, 28 novembre 1938 – Lima, 14 settembre 2020), è stata una compositrice e cantante peruviana molto nota, legata in particolare alla musica del valzer peruviano. La sua canzone Indio si dice esprima la sua solidarietà ai peruviani indigeni ed alla loro sofferenza.

## Biografia
Nacque il 28 novembre 1938 a Lima, figlia di Alfredo Maguiña Suero, nativo di Huaraz e nipote dell'ex ministro Alejandrino Maguiña e di Alicia Málaga, nativa di Arequipa che la portarono a Ica quando aveva un anno, stando lì fino a dodici tredici anni. Fece la scuola elementare nella scuola di Arbulú di quella città fino a quando suo padre fu nominato magistrato della corte di Lima. Si trasferì a Lima, continuando i suoi studi presso il Colegio Santa Úrsula.
A differenza di altri giovani della sua età, Alicia era caratterizzata dal fatto di circondarsi di donne maggiori di età, come Doris Gibson, fondatrice della rivista Caretas, con la quale pranzava il Sabato al Swiss La Herradura in Chorrillos e alternavano gli incontri nell'appartamento di Doris nel quartiere Camaná e in quello di Alicia a Juan Pezet a San Isidro. Altre donne più anziane che si sono alternate ad Alicia sono state Carola Aubry, Catalina Recavarren e Rosa Graña.
Si sposò in prime nozze con Eduardo Bryce Echenique, figlio di Francisco Bryce ed Elena Echenique e fratello dello scrittore Alfredo Bryce Echenique. La coppia ebbe due figli: Alicia e Eduardo Bryce Maguiña. Ogni figlio le ha dato una nipote: Alicia e Camila rispettivamente.
Si risposò con il chitarrista e compositore Carlos Hayre, con il quale visse un periodo intenso a livello artistico, grazie al gran numero di contratti e opere musicali che realizzarono in quel periodo. Con lui ha inciso per l'etichetta Iempsa circa in otto produzioni.
È scomparsa nel 2020 all'età di 81 anni per le conseguenze di un ictus.

## Vita artistica
Da bambina si emozionava per la musica peruviana e le manifestazioni culturali del Perù.
Commossa dalla voce di Jesús Vásquez, la chitarra di Óscar Avilés e l'ispirazione del compositore Felipe Pinglo Alva, si dedicò allo studio della musica peruviana, in particolare la musica criolla. Ha collaborato con vari musicisti nel corso della sua carriera come Carlos Hayre, Filomeno Ormeño, Rafael Amaranto, Paco Maceda, Modesto Pastor, Los Hermanos Velásquez, Lucho de la Cuba, Gustavo Urbina, Ernesto Vicuña, Daniel Kirwayo, Víctor Ángulo, Juventud Huancaína de Zenobio Dagha e Óscar Avilés.
Il giornalista Luis Felipe Angell "Sofocleto" la ascoltò in una esibizione di ex studenti del Colegio Santa Úrsula (dove aveva studiato) e ne parlò con i proprietari del giornale El Comercio, che a loro volta discussero con i suoi genitori, che con poco entusiasmo accettarono che registrasse il suo primo album di canzoni, con il giornalista e compositore César Miró suo padrino artistico.
Nel 1954 entra all'Accademia di Musica del maestro Óscar Avilés per affinare le sue conoscenze di chitarra.
Nel 1956 compose la sua prima canzone, il vals Inocente Amor, eseguita in prima assoluta dal trio Los Troveros Criollos e poi registrato da molti artisti come Pepe Torres e il suo gruppo, Edith Barr, Cecilia Barraza e Luz Melva.
Nel 1957, dopo che il suo compatriota Gladys Zender aveva ottenuto il titolo di Miss Universo, compose per lei la canzone Polka a Gladys Zender, che fu anche registrata dai Los Troveros Criollos.
Nel 1963 compose la sua canzone più importante, che le diede la maggior soddisfazione: Indio. Una canzone che fu registrata da artisti come: Los Chamas, Roberto Tello, Olga Guillot, Lucho Neves, El "Cholo Berrocal", Rodolfo Coltrinari, Los Morochucos, Los Romanceros Criollos, Carmina Cannavino, Daniel Santos, Edith Barr, Miguelito Valdez, Óscar Avilés, Luis Alberto del Paraná, Los Indios Aguarunas e Carmencita Lara tra gli altri grandi interpreti.
Nel 1966 apparve come attrice nel film: La Venus Maldita, diretto da Alfredo Crevenna, cantando la canzone Indio. con accompagnamento orchestrale.
Molti artisti che hanno registrato le canzoni della maestra Alicia Maguiña come Eva Ayllón, che ha registrato Recordando a mi padre, Soledad Sola e Dale Toma.
Jesús Vásquez registrò su disco le canzoni: Ica mañana voy e Soledad Sola.
Tania Libertad non rimase indietro e registrò queste canzoni: Mi querido Guayaquil, Soledad Sola, Todo me habla de ti e El huayno Serrana.
Altri importanti esponenti della musica peruviana che hanno registrato le sue canzoni sono: Yola Polastri, Los Embajadores Criollos, María Obregón, Julie Freundt, Los Dávalos, Aurora Alcalá, Cecilia Bracamonte, Bartola, Rubén Flórez, Filomeno Ormeño e Lucho de la Cuba.
Lavora in Radio Nacional del Perú, conducendo La hora de Alicia Maguiña (L'ora di Alicia Maguiña) il sabato e la domenica dalle 14:00 alle 15:00, dove percorre le diverse espressioni culturali e artistiche costiere e andine.
Al momento si è ritirata dalla vita artistica a causa dell'età e della mancanza di spazi che consentano la diffusione della buona musica peruviana.

### Canzoni
Ha realizzato circa altre 30 composizioni tra cui vals, marinera, huaynos, mulizas, ecc.
1. Inocente amor
2. La santa tierra
3. Reina de tradición
4. Ica, mañana voy
5. Viva el Perú y Sereno
6. Polka a Gladys Zender
7. Negra quiero ser
8. Bartola
9. Jarana para llorar riendo
10. Como ayer
11. Hijo
12. Interrogación
13. Canto Criollo
14. El embrujo de mi paisano
15. Dime si estoy contigo
16. Todo me habla de ti
17. Paraíso de amor
18. Vivirás eternamente, vals inspirado en el escritor José María Arguedas.
19. Soledad sola
20. Tierra querida
21. Indio
22. Felicidad
23. Estampa limeña, dedicada al Señor de los Milagros.
24. La Apañadora, tondero inspirado en las campesinas del algodón iqueño.
25. Santiaguera Flor de Caña, tondero ispirato alla Maestra delle Maestre del Tondero e Marinera Milly Ahón.
26. El aguador
27. Serrana
28. La santa tierra
29. La llave de mi corazón
30. Mi querido Guayaquil
31. Triquitin
32. Perla andina
33. Valentina
34. San Miguel de Piura

## Discografia

### Dischi in vinile (LP)
1. La dueña del santo
2. Estampa limeña
3. Mi corazón
4. Alicia Maguiña Canta a Alicia Maguiña (1964)
5. Alicia Maguiña con Mario Cavagnaro y su Sonora Sensación.
6. Perú moreno
7. Alicia Maguiña y su conjunto (1968)
8. Alicia Maguiña en Ecuador
9. Alicia y Carlos (1970)
10. Alicia Maguiña (1971)
11. La voz de la tierra.
12. Alicia Maguiña (1976)
13. Te adoro tierra mia.
14. De adentro sale el canto
15. Mi terruño

### Compact disk (CD)
1. Lo mejor de Alicia Maguiña - Iempsa
2. Lo mejor de Alicia Maguiña  - Disvensa
3. Alicia Maguiña y Óscar Avilés: Juntos
4. Alicia Maguiña y Óscar Avilés: Juntos II
5. Tradición (patrocinado por Telefónica)
6. Tradición - Play Music & Video
7. La santa tierra
8. Alicia y Carlos

## Premi e decorazioni
- Ordine del Sole del Perù, con il grado di Grand'Ufficiale.
- Ordine al Merito con il grado di Gran Commendatore.
- Palmas Artísticas del Ministerio de Educación del Perú.

## Filmografia parziale
- La Venus maldita (1967)

## Artisti correlati
- Jesús Vásquez
- Felipe Pinglo Alva
- Óscar Avilés
- Los Troveros Criollos